# Wenzel Hablik

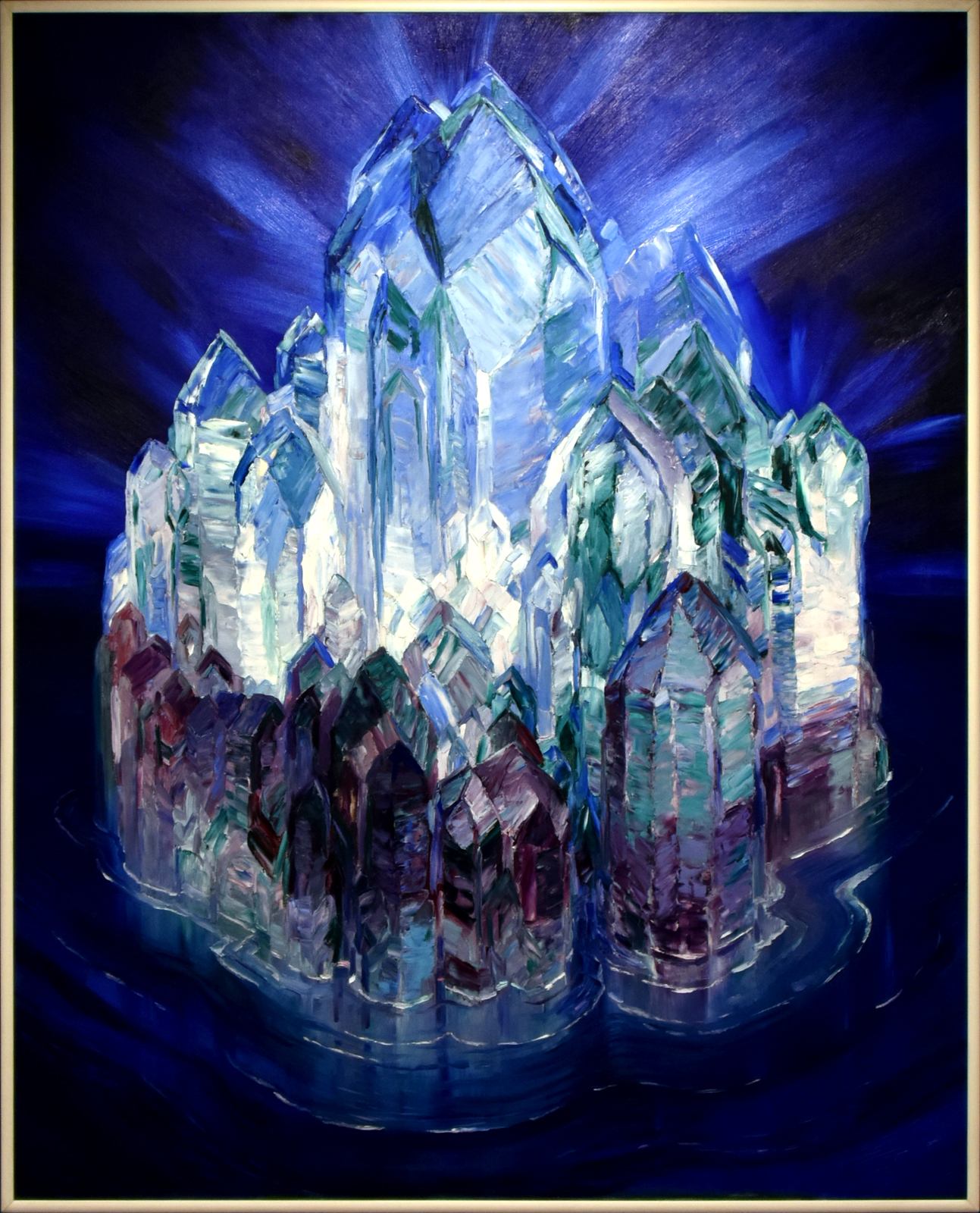
Wenzel Hablik, Křišťálový zámek v moři, 1914, Národní galerie v Praze

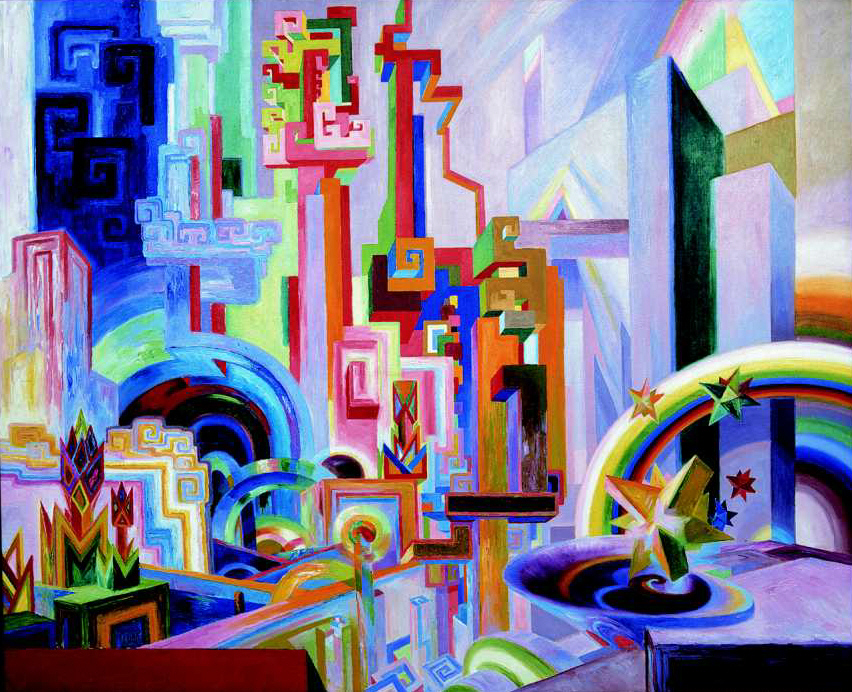
W. Hablik: Große bunte utopische Bauten, 1922, olej, Wenzel-Hablik-Museum, Itzehoe

Wenzel Hablik, celým jménem Wenzel August Dominik Hablik (4. srpna 1881, Most – 23. března 1934, Itzehoe, Německá říše), byl malíř, grafik, architekt a návrhář textilu, představitel raného expresionismu.

## Životopis
Wenzel Hablik se narodil 4. srpna 1881 v Mostě. Vyučil se truhlářem po svém otci, ale zabýval se malbou na porcelán. V Teplicích proto studoval na odborné keramické škole. Další vzdělání získal v letech 1902–1905 na uměleckoprůmyslové škole ve Vídni, u prof. Feliciana Myrbacha, písmo a heraldiku tam studoval u Rudolfa von Larische a kratší dobu byl také žákem Karla Otty Czeschky. Na pražské Akademii výtvarných umění studoval následující dva roky u profesora Franze Thieleho. V roce 1907 se usadil v německém městě Itzehoe severně od Hamburku a v Německu již zůstal. V Itzehoe se Hablik seznámil s průmyslníkem Richardem Bielem, který jej podporoval, roku 1910 platil jeho studijní cestu do Istanbulu a Malé Asie, zadával mu zakázky.  V roce 1917 se Hablik po desetileté známosti oženil s textilní výtvarnicí a designérkou Elisabeth Lindemannovou (1879-1960), s níž si také v Itzehoe otevřel studio. V letech 1925-1926 manželé podnikli studijní cestu do Bolívie, Chile, západní Indie a na Azory. Hablik byl členem Deutscher Werkbundu a spolku Altonaer Kunstverein, s nimiž pravidelně vystavoval. V roce 1920 získal německé (pruské) státní občanství.. V Itzehoe  Wenzel Hablik v roce 1934 zemřel předčasně (na rakovinu) a je pohřben na loučce soukromého lesního hřbitova v nedalekém Nordhastedtu.

## Dílo
Wenzel Hablik patřil k dlouho nedoceněným uměleckým osobnostem 20. století. Za svého života dosáhl známosti za hranicemi Itzehoe jen jako umělecký řemeslník. Od roku 1902 do své smrti vytvořil Hablik asi 600 olejomaleb, z nichž je dnes známo zhruba 250. Kromě portrétů jsou to především krajiny. Po přestěhování do Itzehoe maloval Hablik pobřeží Severního moře. Jako technicky nadaný autor, projektoval stavby, navrhoval nábytek, společně s manželkou také tapisérie a stolní textilie, příbory, šperky, dekorativní předměty z kamene, mosazi, slonoviny a drahokamů i předměty denní potřeby. Tíhl k expresionismu, ale jeho pozdější tvorba má příznačné surrealistické znaky. Za svého života vystavoval Hablik nejen v Německu, ale i v Praze. V roce 1925 uspořádala Krasoumná jednota v Domě umělců výstavu jeho obrazů, kreseb a architektonických studií. Dvoumetrový obraz Křišťálová stavba v moři zakoupil do svých sbírek německý odbor Moderní galerie a dnes je v majetku Národní galerie v Praze. V letech 1935-1937 pak byly uspořádány výstavy z jeho pozůstalosti v Chemnitzu, Praze, Liberci a také v jeho rodném Mostě, kde se výstava uskutečnila v dubnu roku 1936.
Hablikovy architektonické návrhy byly tak nezvyklé, že žádný nebyl realizován a sám jejich autor upadl na dlouhou dobu v zapomnění. Zájem o jeho tvorbu probudila až v roce 1989 výstava ve Florencii. V Československu se jeho obrazy objevily v roce 1992 na výstavě v Chebu. Roku 1994 se v Praze uskutečnila výstava s názvem Mezery v historii 1890–1938, kde upoutal pozornost zmiňovaný Hablikův obraz Křišťálová stavba v moři a v témže roce uspořádalo Uměleckoprůmyslové muzeum výstavu Wenzel Hablik – textilní tvorba a móda. 
Práce Wenzela Hablika se také objevily na výstavě Expresionismus a nová věcnost uspořádané Německým muzeem architektury ve Frankfurtu nad Mohanem v roce 1994. Když byl v červnu roku 2002 ve Veletržním paláci v Praze otevřen první díl výstavy moderního a současného umění, bylo zde Hablikovo dílo ve společnosti takových známých jmen, jako byli zakladatel vídeňské secese Gustav Klimt nebo expresionista Egon Schiele.
V samotném Itzehoe mnohé ukázky Hablikovy tvorby zahladily důsledky druhé světové války. Hotel, který dekorativně vyzdobil, byl zničen a stejně dopadly i jím navržené interiéry Nordischer Kurier. Zůstal jen jeho dům s fasádou, kterou rok před smrtí opravil, a pozůstalost, z níž dědicové v roce 1985 založili nadaci. Pro současné Hablikovo muzeum ale musela radnice v Itzehoe najít prostory v tamním Domě umění. V roce 1995 bylo Hablikovo muzeum otevřeno..